# Pseudocalamobius flavolineatus
Pseudocalamobius flavolineatus är en skalbaggsart som beskrevs av Stefan von Breuning 1940. Pseudocalamobius flavolineatus ingår i släktet Pseudocalamobius och familjen långhorningar. Inga underarter finns listade i Catalogue of Life.